# Farandola

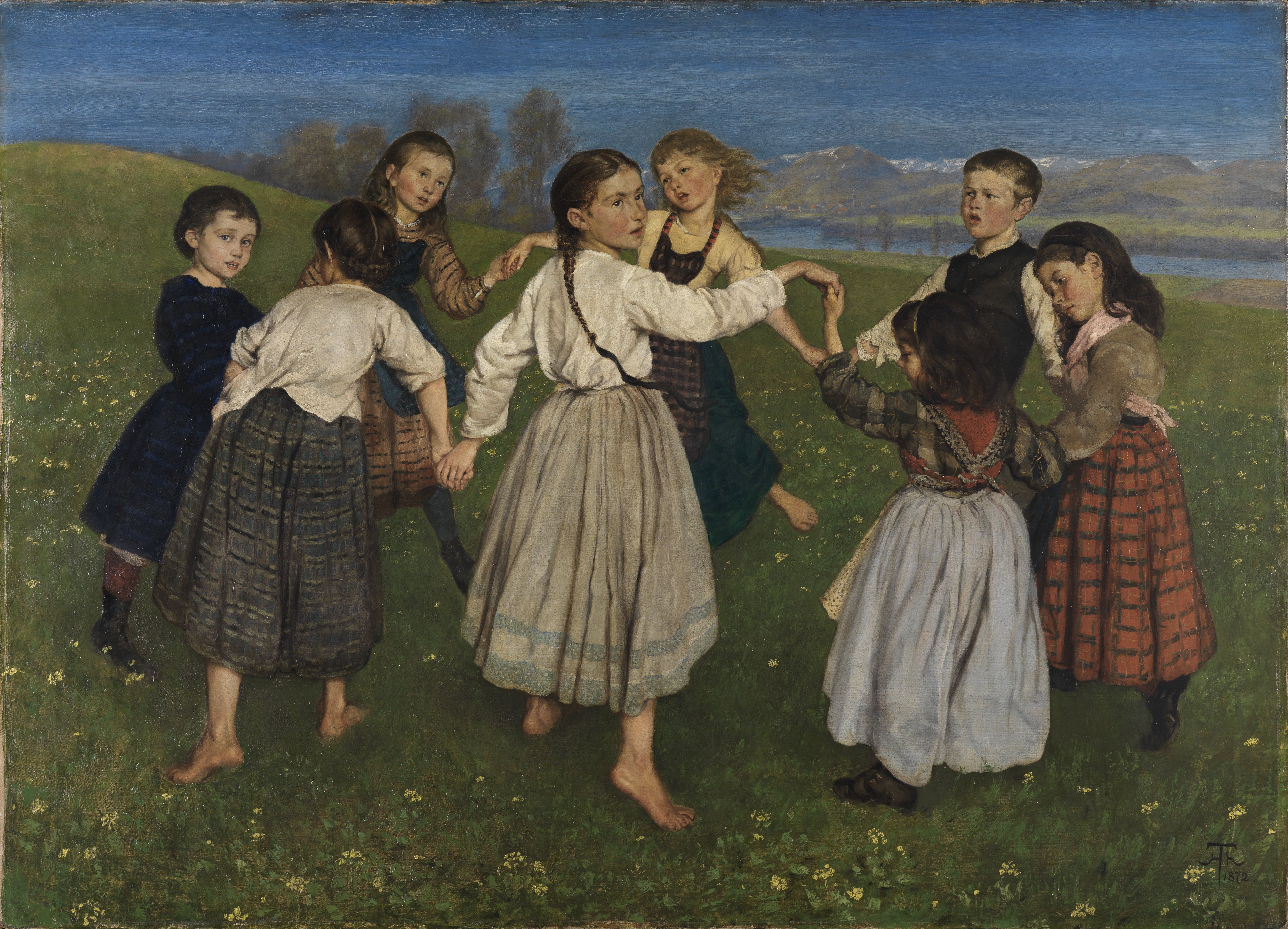
Farandòla, de Hans Thoma

La farandola és una dansa provençal d'origen antic, en la qual els ballarins, molts en nombre, formen una llarga cadena que avança serpentejant darrere d'un tocador de flabiol i tamborí. El seu compàs és de 6/8 i el moviment és viu. El 1724 es va editar un anunci al Mercure de France que anunciava l'èxit d'una contradansa nova "la farandoulle" sobre un aire provençal molt viu. Ha estat utilitzada pels compositors en diverses ocasions : a "Mireille" de Gounoud hi ha una farandola a cor, també en "L'Arlesiana" de Bizet una farandola per orquestra i a París es va representar el 1883 un ballet de T.Dubois titulat "La Farandole".

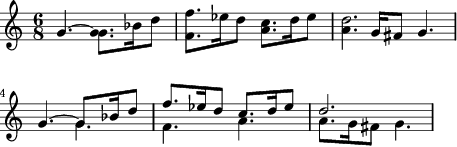
L'Arlesiana de Bizet

Tot i ser original de Provença ha estat també popularitzada en localitats catalanes dels Pirineus Orientals.
| « | Viva, viva la França; viva, viva París; ballarem la farandola en despit d'en Berenguer. Charles X nous a promis de faire égourger tout Paris. | » |